# 8881 Prialnik
8881 Prialnik eller 1993 FW36 är en asteroid i huvudbältet som upptäcktes den 19 mars 1993 av UESAC vid La Silla-observatoriet. Den är uppkallad efter astronomen Dina Prialnik.
Asteroiden har en diameter på ungefär 10 kilometer.